# Iborfia, Zala
Iborfia  este un sat în districtul Zalaegerszeg, județul Zala, Ungaria, având o populație de 10 locuitori (2011). 

## Demografie
Componența etnică a satului Iborfia
     Maghiari (100%)
Componența confesională a satului Iborfia
     Romano-catolici (70%)
     Necunoscută (30%)
Conform recensământului din 2011, satul Iborfia avea 10 locuitori. Din punct de vedere etnic, majoritatea locuitorilor (100,0%) erau maghiari.  Din punct de vedere confesional, majoritatea locuitorilor (70,0%) erau romano-catolici. Pentru 30,0% din locuitori nu este cunoscută apartenența confesională.